# Українська технологічна академія
Українська технологічна академія — всеукраїнська громадська організація, створена в 1992 році групою викладачів і вчених вишів та науково-дослідних інститутів Києва з метою сприяння розробці і впровадженню нових наукомістких технологій, підвищенню ефективності виробництва, розвитку освіти та медицини.

## Керівництво
Вищий орган – Загальні Збори, центральний виконавчий орган – Президія, яку очолює Президент УТА .
Президенти УТА:
- 1992-1995 рр. - Носов Михайло Павлович
- 1995-2013 рр.- Нестеров Владислав Петрович
- З 2013р. – Половніков Ігор Іванович

## Історія
Українська Технологічна Академія це — літопис унікальної громадської організації, що виникла в часи затвердження незалежності нашої держави з першими спробами суспільної самоорганізації представників наукового загалу України. У дев’яності роки науковці та промисловці України визнали, що поодинці “виживати” і розвиватися дуже важко. Тому в березні 1992 р., об’єднавши зусилля, ініціативна група викладачів і учених вищих навчальних закладів і науково-дослідних інститутів Києва (Носов М.П., Нестеров В.П., Головко Д. Б., Скрипник Ю.О., Андрієнко П.П., Греков А.П., Кропотко Г.В., Зєнкін А.С., Єфремов Р.Д., Бурмістренко О.П., Шульга Н.О., Якуб В.Ю.) звернулися до Уряду України, в результаті чого було зареєстровано незалежну самоврядну організацію — Українську Технологічну Академію (УТА), яка згуртувала вчених, інженерів, економістів різних галузей науки і технологій.   
  Головною метою діяльності Академії було і залишається сприяння розробленню та впровадженню нових наукомістких технологій, підвищенню ефективності публічного управління та управління і технологічного оснащення сучасного виробництва, розвитку освіти, медицини, а також розроблення та впровадження проектів та програм, спрямованих на запобігання забрудненню довкілля, залучення в господарський обіг вторинних матеріалів та енергетичних ресурсів.

## Сучасність
Українська Технологічна Академія об'єднує більше 1200 вчених, філософів, політиків, громадських діячів, бізнесменів та виробничників в наукових досягненнях яких чітко виділяються наукові напрямки (фундаментальні, прикладні наукові та науково-дослідні, експериментальні і конструкторські розробки). 
Українська технологічна академія згуртувала у своєму осередку економістів , вчених, інженерів, різних галузей науки і техніки. На сьогодні у складі Академії  938 академіків і 308 членів-кореспондентів, 412 докторів наук, 420 кандидатів наук, керівники великих підприємств, фірм, корпорацій. Це вчені, які мають вирішальний вплив на розвиток освіти, науки та культури в Україні.
Зростає також і представництво Академії за кордоном. ЮНЕСКО визнала Українську технологічну  академію і  внесла до офіційного переліку «Academies Science», опублікованого у «Word conference on science. Science forthe twenty-first century".(стор. 528). UNESCO, 2000
Партнерами академії є іноземні вищі навчальні заклади та іноземні наукові установи. В УТА біля ста іноземних академіків, реалізуються міжнародні проекти, відбуваються візити закордонних делегацій, проводяться міжнародні конференції.
Завдяки цілеспрямованій роботі, Академія є унікальною за своєю суттю громадською науковою організацією, у якій активно розвиваються сучасні науково-технологічні напрямки за галузевою ознакою. 
За останні роки високий інтелектуальний потенціал колективу УТА забезпечив підґрунтя реалізації  планів. Серед  пріоритетів УТА є амбітна мета — увійти до рейтингу кращих громадських наукових організацій світу. Модель розвитку УТА базується на академічній репутації, науковій діяльності, освітній сфері та дієвій сучасній системі управління.
Відповідно до Стратегії УТА діяльність Академії виконувалася за основними напрямками, зокрема «Галузеві», «Регіональні», «Міжнародні», «Наука та інновації», «Кадрова», «Видавнича», «Співпраця, партнерство та науковий обмін». 
Сучасні виклики глобалізованої епохи стимулюють зусилля національних урядів, організацій і громадян по створенню єдиного науково-освітнього простору, спроможного на світовому рівні здійснювати наукову і науково-технічну діяльність, застосовуючи  найсучасніші інноваційні технології.
З метою розвитку взаємовигідних зв’язків в галузі наукової і науково- технічної діяльності здійсьнюється зв'язок Української Технологічної Академії з ЮНЕСКО де УТА є асоційованим членом міжнародної співпраці з розвитку фундаментальних та інженерних наук, вищої науки та її адаптації до потреб суспільства, розвитку та застосуванню в різних галузях сучасних технологій. 
Українська технологічна академія приділяє значну увагу питанням законодавчого забезпечення наукової, науково-технічної та інноваційної діяльності, розвитку правової бази участі громадських наукових організацій в формуванні та реалізації державної науково-технічної політики,  організації та проведені наукових досліджень, підвищенню технологічного рівня виробництва.  
Головною метою програми діяльності УТА, було і є: розкриття наукового потенціалу її діяльності, максимальне наближення до основних характеристик кращих громадських академій Європи. 

## Структура
Відділення УТА
ТЕХНОЛОГІЙ МЕТАЛУРГІЇ ТА МАШИНОБУДУВАННЯ
ТЕХНОЛОГІЙ  ЛЕГКОЇ ПРОМИСЛОВОСТІ
ТЕХНОЛОГІЙ ВОЛОКНИСТИХ І КОМПОЗИЦІЙНИХ МАТЕРІАЛІВ
ТЕХНОЛОГІЙ ПОЛІГРАФІЧНОЇ  ПРОМИСЛОВОСТІ 
ТЕХНОЛОГІЙ ХАРЧОВОЇ ПРОМИСЛОВОСТІ
ТЕХНОЛОГІЙ ПОЛІМЕРНИХ МАТЕРІАЛІВ
ТЕХНОЛОГІЙ ВИРОБНИЦТВА АГРЕГАТІВ
ТЕХНОЛОГІЙ ЦЕЛЮЛОЗНО-ПАПЕРОВОЇ  ПРОМИСЛОВОСТІ
ТЕХНОЛОГІЙ СКЛЯНОЇ, ЕМАЛЕВОЇ, ФАРФОРО-ФАЯНСОВОЇ ПРОМИСЛОВОСТІ
ТЕХНОЛОГІЙ  ГУМИ, ЛАТЕКСІВ І ВИРОБІВ З НИХ
СУЧАСНИХ ІНФОРМАЦІЙНИХ ТЕХНОЛОГІЙ ТА ПРИЛАДОБУДУВАННЯ 
ЕКОНОМІКИ НОВИХ ТЕХНОЛОГІЙ ТА БАНКІВСЬКОЇ СПРАВИ
СЕРТИФІКАЦІЇ ТЕХНОЛОГІЙ, ВИРОБІВ І МАТЕРІАЛІВ
СУЧАСНИХ МЕДИЧНИХ ТЕХНОЛОГІЙ ТА ЕКОЛОГІЇ
КУЛЬТУРИ ТА МИСТЕЦТВА
АГРОПРОМИСЛОВОГО КОМПЛЕКСУ
ТЕХНОЛОГІЙ ВИРОБНИЦТВА ТА ПЕРЕРОБКИ ПРОДУКТІВ ТВАРИННИЦТВА
ТЕХНОЛОГІЙ ОБОРОННОЇ ПРОМИСЛОВОСТІ ТА КОНВЕРСІЙ
БЕЗПЕКИ РОЗВИТКУ ЛЮДИНИ
ТЕХНОЛОГІЙ  ПАЛИВНО-ЕНЕРГЕТИЧНОЇ ПРОМИСЛОВОСТІ
СУЧАСНИХ ТЕХНОЛОГІЙ ТРАНСПОРТУ
ХІМІЧНИХ ТА НАФТОХІМІЧНИХ ТЕХНОЛОГІЙ
ТЕХНОЛОГІЙ ОБЛАДНАННЯ ДЛЯ МЕТАЛУРГІЇ 
СУЧАСНИХ ТЕХНОЛОГІЙ БУДІВНИЦТВА  
ЮРИСПРУДЕНЦІЇ ТА ПРАВА
ІСТОРІЇ ТА ФІЛОСОФІЇ
СОЦІАЛЬНО-ГУМАНІТАРНИХ ТЕХНОЛОГІЙ
СУЧАСНИХ БІОМЕХАНІЧНИХ ТЕХНОЛОГІЙ